# Cherif Merabet
Cherif Merabet (arabisch شريف مرابط) (* 18. August 1980) ist ein algerischer Straßenradrennfahrer.
Cherif Merabet wurde 2003 Dritter in der Gesamtwertung der Tour du Sénégal. Außerdem startete er bei der B-Weltmeisterschaft im Straßenrennen, wo er den 38. Platz belegte. In der Saison 2006 gewann er jeweils eine Etappe beim Grand Prix Meridji Abdelkader und bei der Tour de l’Espoir. In den Jahren 2003 bis 2007 wurde Merabet algerischer Meister im Straßenrennen, 2008 wurde er Dritter bei der nationalen Meisterschaft.

## Erfolge
2003–2007
- Algerischer Meister – Straßenrennen